# Cobanocythere konensis
Cobanocythere konensis är en kräftdjursart som beskrevs av Hartmann 1991. Cobanocythere konensis ingår i släktet Cobanocythere och familjen Cobanocytheridae. Inga underarter finns listade i Catalogue of Life.